# 워싱턴하이츠 (맨해튼)

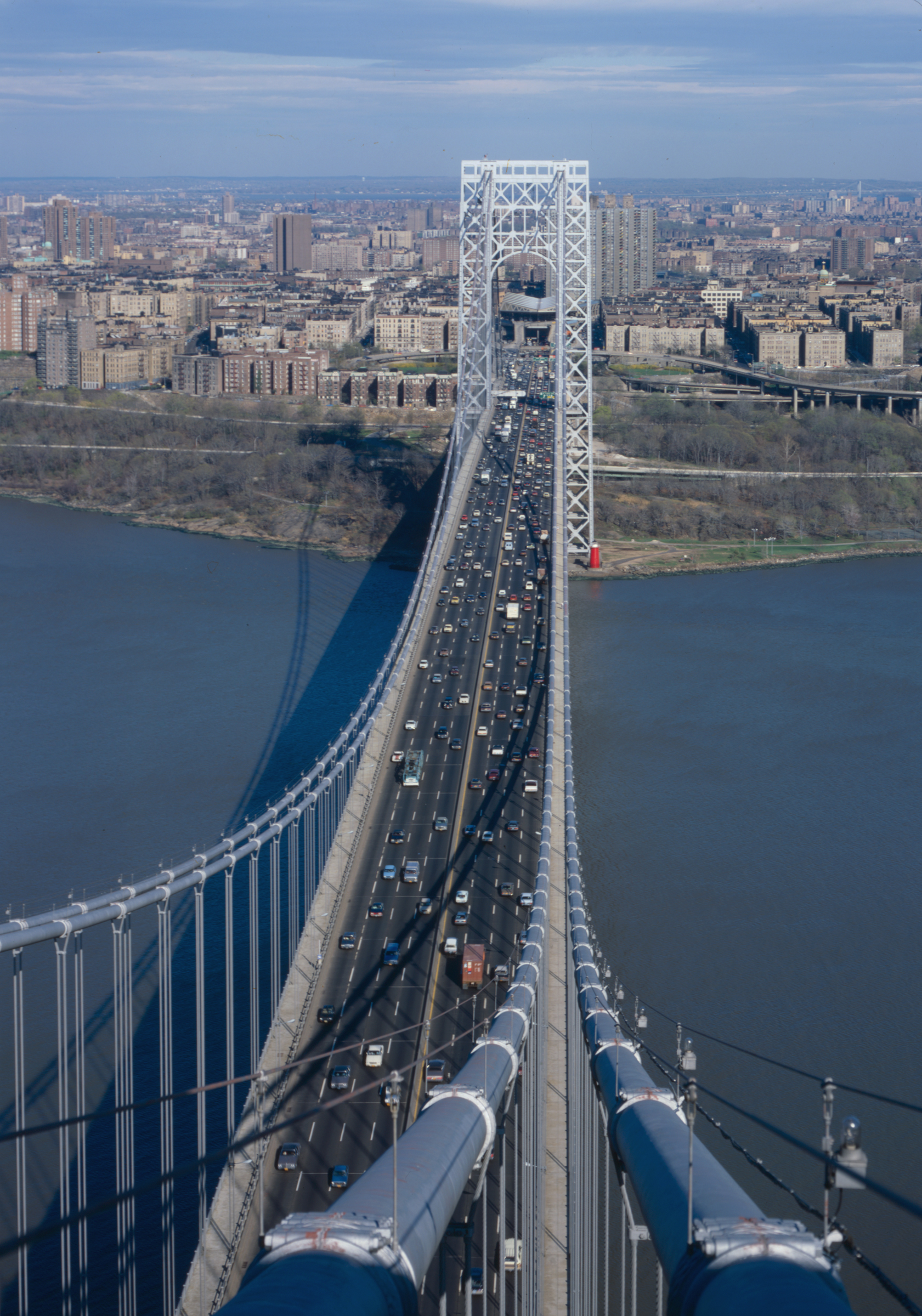
조지 워싱턴 다리

워싱턴하이츠(Washington Heights)는 미국 뉴욕 시 맨해튼의 북쪽 지역을 말한다. 이 명칭은 워싱턴 요새에서 유래하고있다. 이 요새는 미국 독립 전쟁 때 대륙군이 영국군으로부터 이 지역을 방어할 목적으로 맨해튼 섬에서 가장 높은 이 땅에 쌓아 올린 것이다. 워싱턴 하이츠는 남쪽 155번가 할렘 지구, 북쪽 다이크만 스트리트인 우드 지역에 접하고, 서쪽은 허드슨강, 동쪽은 할렘강이다.

## 교통
워싱턴 하이츠는 허드슨강 건너 편에 있는 뉴저지 포트 리와 함께 세계에서 가장 교통량이 많은 자동차 교량인 조지 워싱턴 다리로 연결되어 있다. 고속도로 95호선의 일부인 트랜스 맨해튼 고속도로는 이 지역을 북쪽으로 확장시켜, 허드슨강을 건너 브롱크스 구까지 이어지고 있다.

## 기관
컬럼비아 대학 메디컬 센터 및 의과 대학이 지역의 168번가와 브로드웨이의 모퉁이에 위치해 있다. 이 캠퍼스는 1903년부터 1912년까지 뉴욕 하이랜더즈(현재 뉴욕 양키스)의 본거지 구장이었던 힐탑 파크의 부지에 건설되었다. 한편, 워싱턴 하이츠의 문화 시설로 잘 알려진 매력적인 관광지가 있는 메트로폴리탄 미술관의 별관 "클로이스터The Cloisters"가 있다. 이 박물관은 이 지역의 가장 북쪽에 있는 포트 트 라이언 공원 내에 있으며, 중세 건축물로 중세 유럽 미술이 전시되어 있다. 또한 이 공원에서 허드슨강 넘어 뉴저지 쪽 강변의 전경을 감상할 수 있다.
흑인인권 운동가, 말콤 X가 1965년 2월, 연설 중에 암살된 오두본 무도장, 워싱턴 하이츠 지구, 브로드 웨이와 165 번가의 모퉁이에 있다. 이 위치는 현재 말콤 X의 기념센터와 상점, 레스토랑, 서점 등이 입주해 있다.

## 커뮤니티
오늘 날 이 지역에서 가장 많은 수를 차지하는 주민은 도미니카 공화국 사람들과 그 후손들이며, 이 지역의 길거리에서 종종 스페인어를 듣게 된다. 이 지역은 1980년대의 균열 붐(불법 약물인 크랙, 코카인의 범람)의 영향을 많이 받았다. 이 이유 중 하나는 1980년대부터 90년대에 걸쳐 다수의 범죄, 특히 살인이나 드래그에 관련된 지역의 갱 집단이 존재한다.